# 马光明 (1960年4月)
马光明（1960年4月—），男，回族，甘肃临夏人，中华人民共和国政治人物。甘肃政法学院法学专业毕业，在职大学学历。

## 生平
1982年12月参加工作，1987年4月加入中国共产党。曾任中共嘉峪关市委书记等职。2008年，当选第十一届全国人民代表大会甘肃地区代表。2013年，当选第十二届全国人民代表大会甘肃地区代表。2011年7月，任中共酒泉市委书记。2016年10月，不再担任中共酒泉市委书记。2016年11月，担任甘肃省林业厅党组书记。
2017年4月14日，中纪委网站宣布，甘肃省林业厅党组书记、厅长马光明接受组织审查。2018年6月5日，马光明受贿一案在甘肃省陇南市中级人民法院一审开庭，同年10月10日，马光明因犯受贿罪，被判处有期徒刑14年6个月。